# Kapuzinerstein

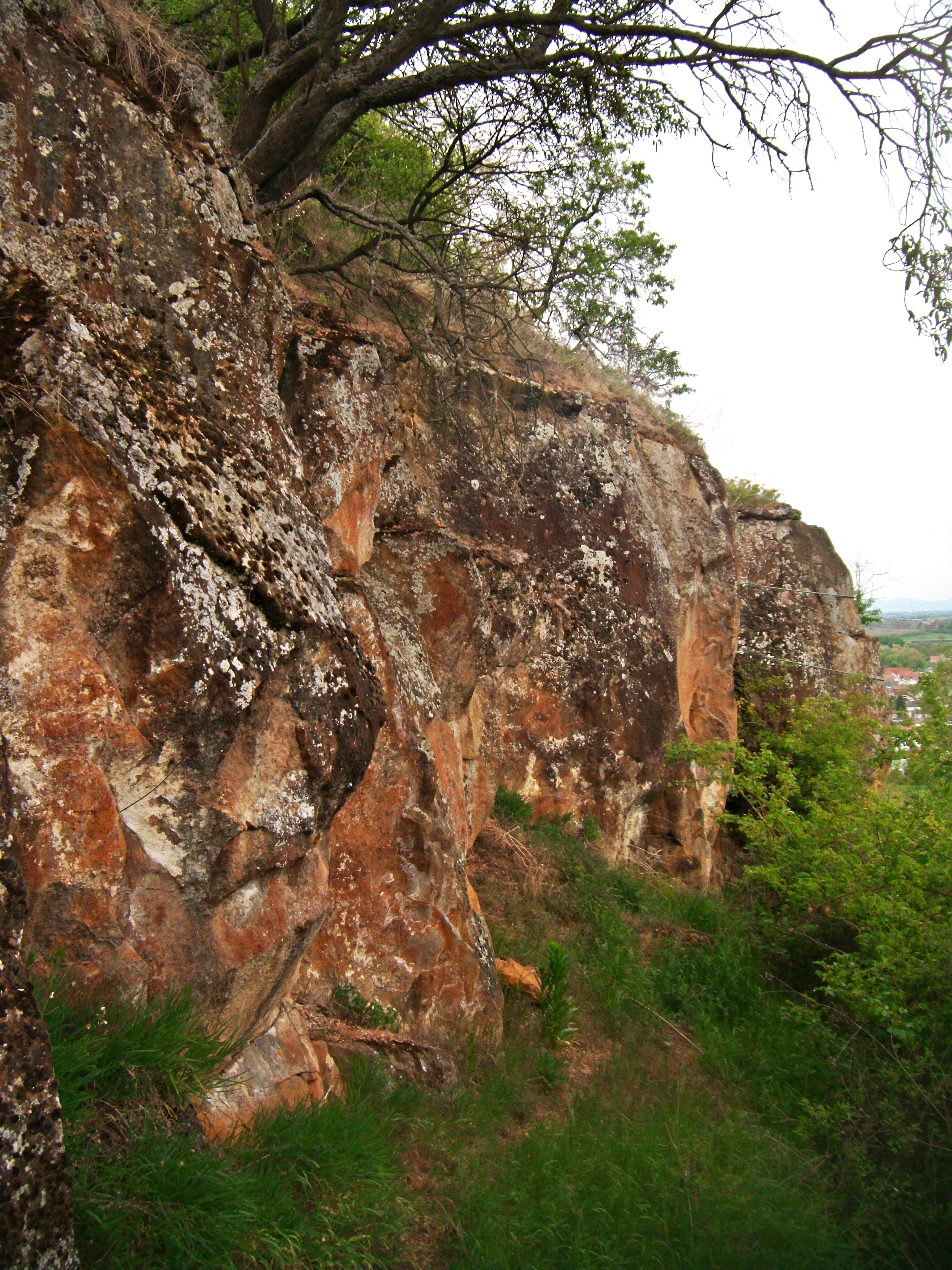
Ehem. Steinbruch für Kapuzinerstein, Gemarkung Asselheim, Eistal, gegenüber Wasserwerk

Kapuzinerstein ist ein von hell- bis dunkelrostbraun gefärbter Sandstein der im Leiningerland, Landkreis Bad Dürkheim, Rheinland-Pfalz, vorkommt. Sein Name leitet sich vom gleichfarbigen Habit der Kapuziner ab.

## Beschaffenheit
Es handelt sich um einen Sandstein, gebildet aus Sand und Brauneisenlösungen, der wegen seiner ansprechenden rostbraunen, zuweilen auch rotbraunen Farbe, trotz seiner  Weichheit, gerne als Bau- bzw. Bauzierstein verwendet wurde.

## Vorkommen

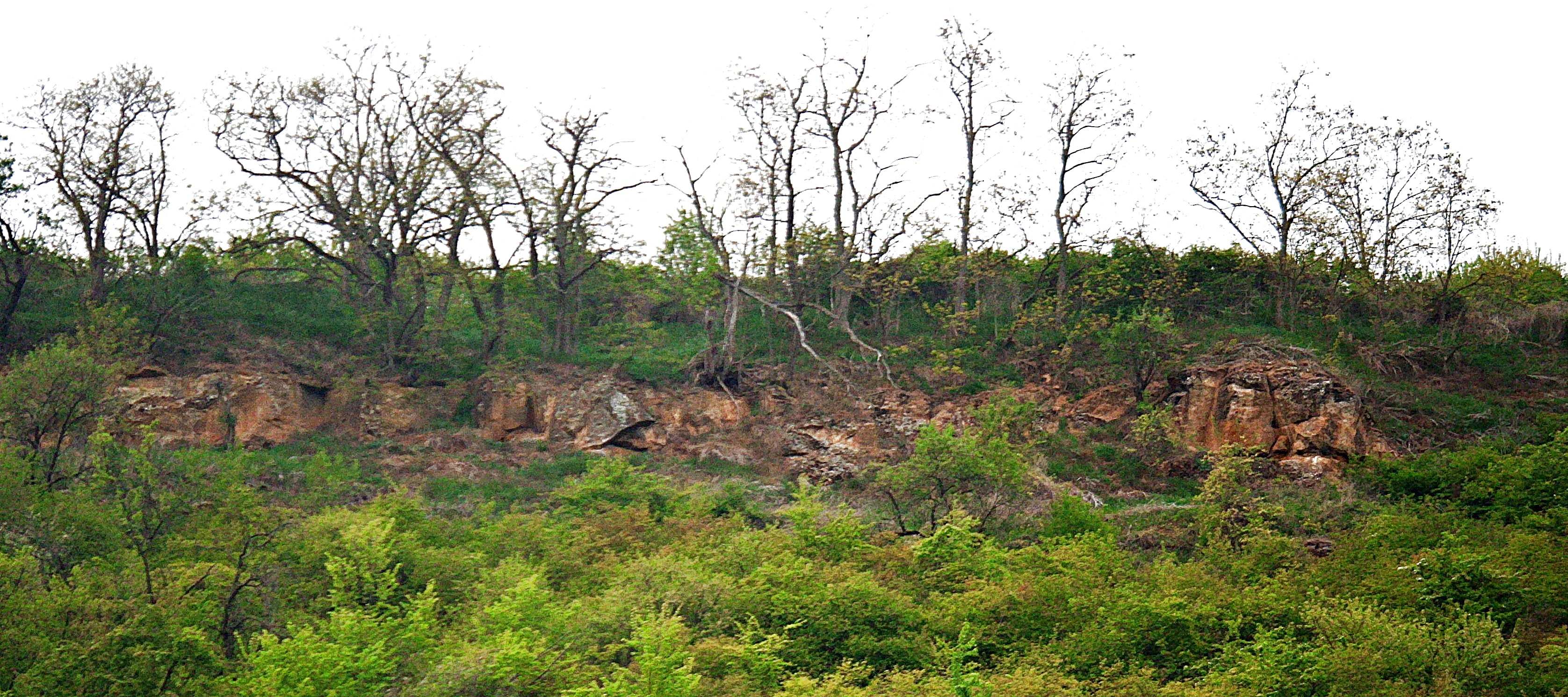
Übersichtsaufnahme eines der ehem. Steinbrüche, Gemarkung Asselheim, Eistal, gegenüber Wasserwerk

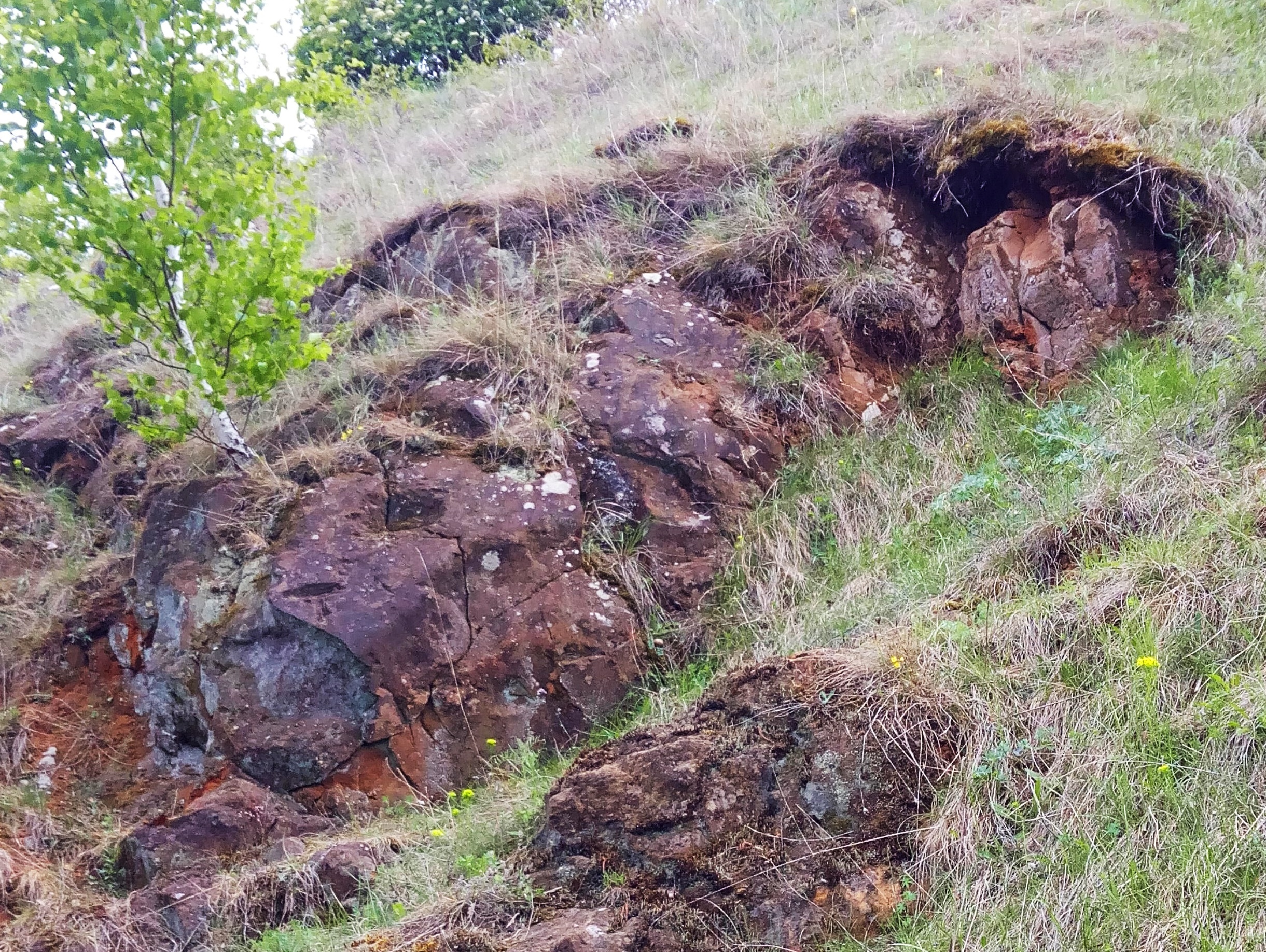
Dunkel rotbrauner Kapuzinerstein auf der sogenannten „Sandburg“, Grünstadt-Asselheim

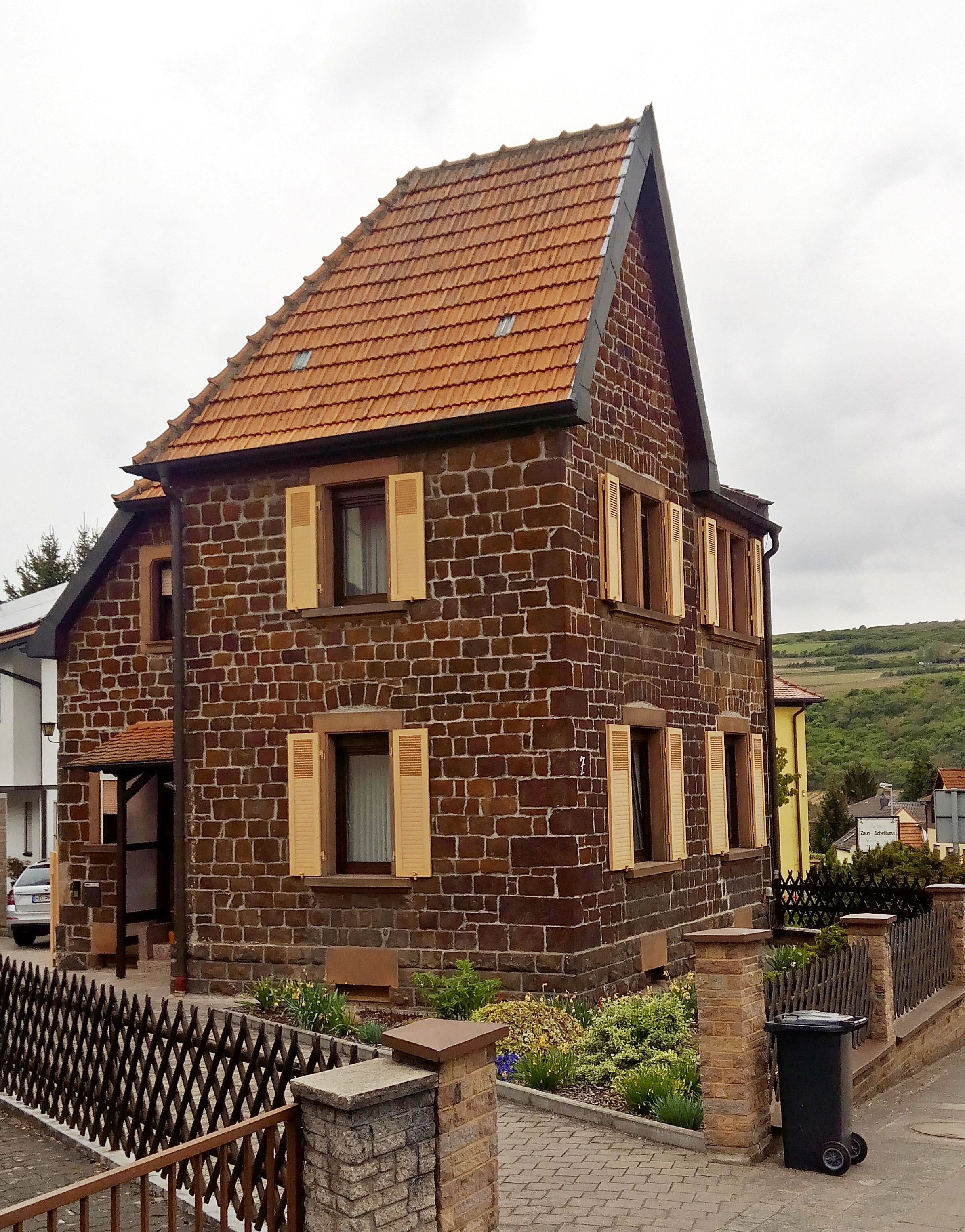
Asselheim (Grünstadt), Wohnhaus um 1900, komplett aus Kapuzinersteinen der Region erbaut

Das Hauptvorkommen befindet sich im Eistal, nördlich und südlich der Landesstraße 395, an der Gemarkungsgrenze von Asselheim und Mertesheim, ziemlich genau in Höhe der ehemaligen Neumühle, sowie der Loh- oder Gaulschen Mühle etwas westlich davon. Erstere ist heute zum Wasserwerk umgebaut, Letztere wurde inzwischen abgerissen. Ihr Standort war südlich des Eisbachs, dort wo ein vom Mertesheimer Weg auf dem Grünstadter Berg abzweigender und von einer Brücke der Eistalbahn überspannter Hohlweg herunterführt, der über eine Bachbrücke hinweg in die L 395 einmündet. Hier sind rechts und links in den Talhängen noch die früheren Steinbrüche zu erkennen, die jedoch mehr und mehr vom Dickicht überwachsen werden. Der Bereich in dem vom Grünstadter Berg herunterkommenden Seitentälchen (Hohlweg), an der ehemaligen Lohmühle, heißt in Grünstadt, wegen der dortigen Sandsteinfelsen, von alters her die „Sandburg“.
Weitere Vorkommen des Kapuzinersteins gibt es im nahen Ebertsheim, in Neuleiningen und in Battenberg.

## Geschichte und Verwendung
Möglicherweise baute man den Stein bereits zur Römerzeit ab, mit Sicherheit aber im Mittelalter. Sowohl am Wormser Dom, als auch an der benachbarten Johanneskirche wurden ab dem 12. Jahrhundert Kapuzinersteine aus dem Eistal verbaut; im 13. Jahrhundert an der Liebfrauenkirche Worms und an der Elisabeth-Kirche Asselheim, deren kompletter Turm daraus besteht.
Noch am Ende des 19. Jahrhunderts fand das Material an Gebäuden in der Region Verwendung. Hier sind besonders der 1873 errichtete Bahnhof Grünstadt und das Schulhaus in Battenberg als Beispiele zu nennen. Anfang des 20. Jahrhunderts stellte man den Abbau ein.

## Galerie

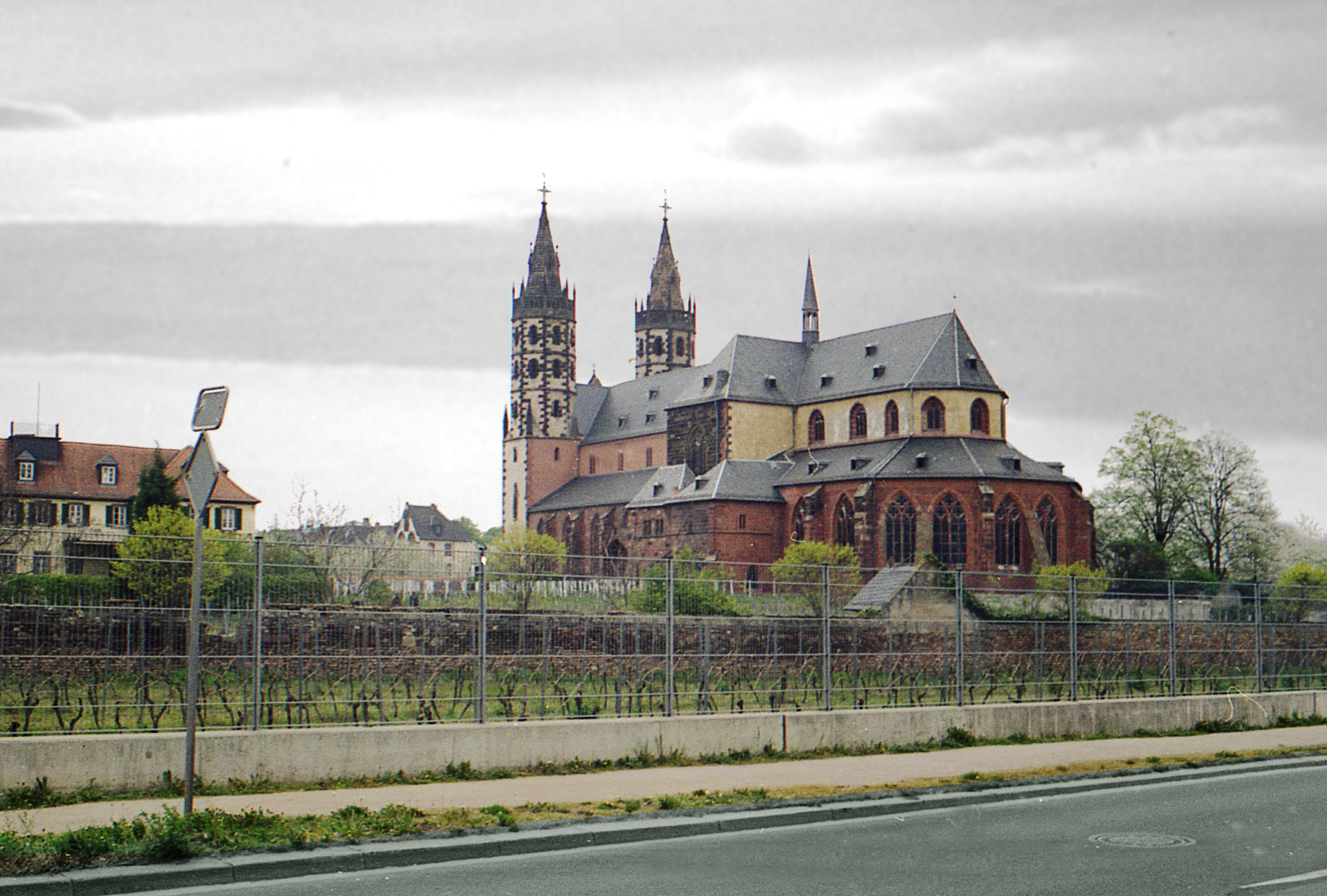
Alte Aufnahme der Wormser Liebfrauenkirche. Die Ziersteine der Türme aus Kapuzinerstein (heute überstrichen)
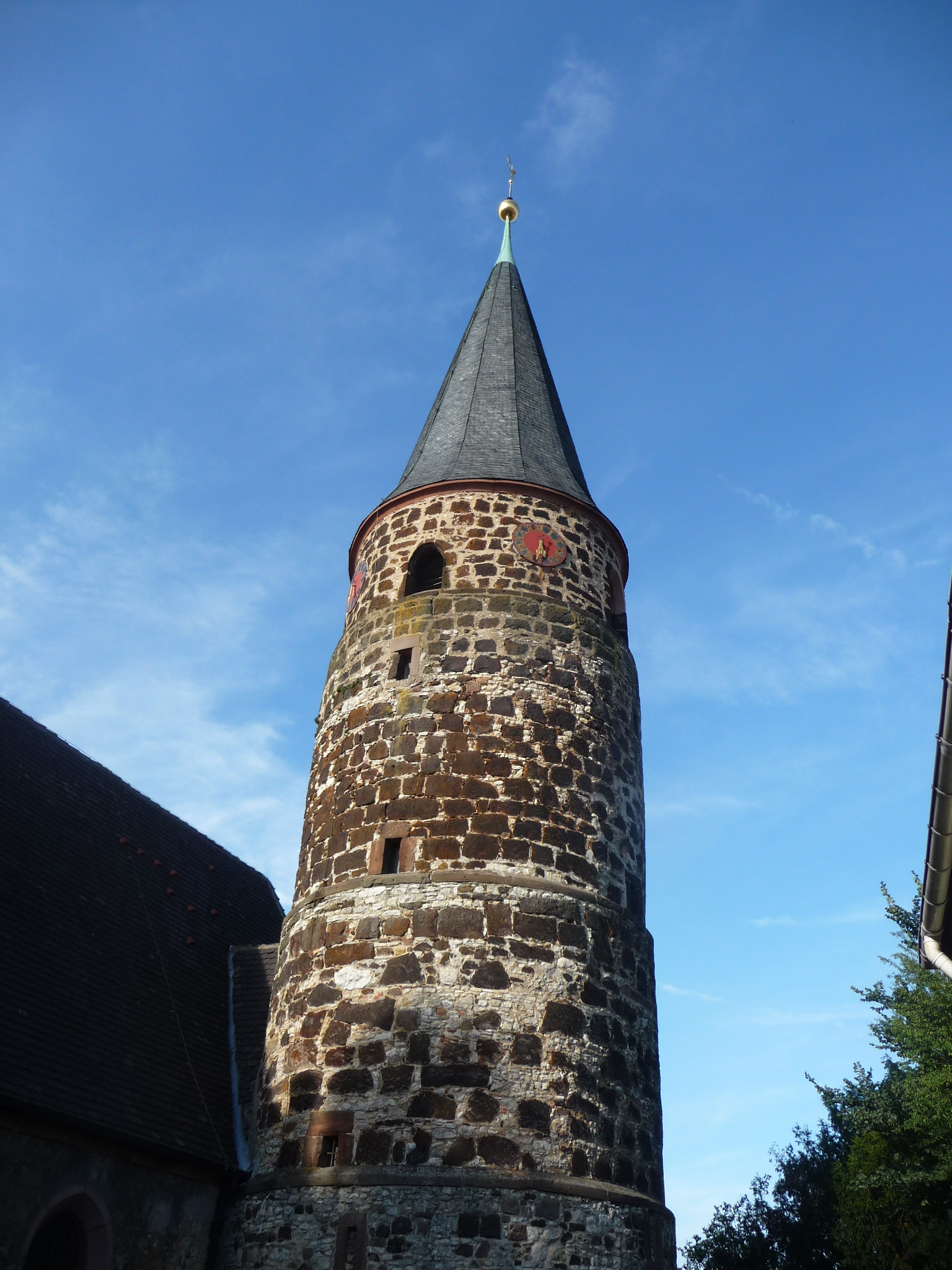
Turm der prot. Elisabeth-Kirche Asselheim, hauptsächlich aus Kapuzinerstein bestehend
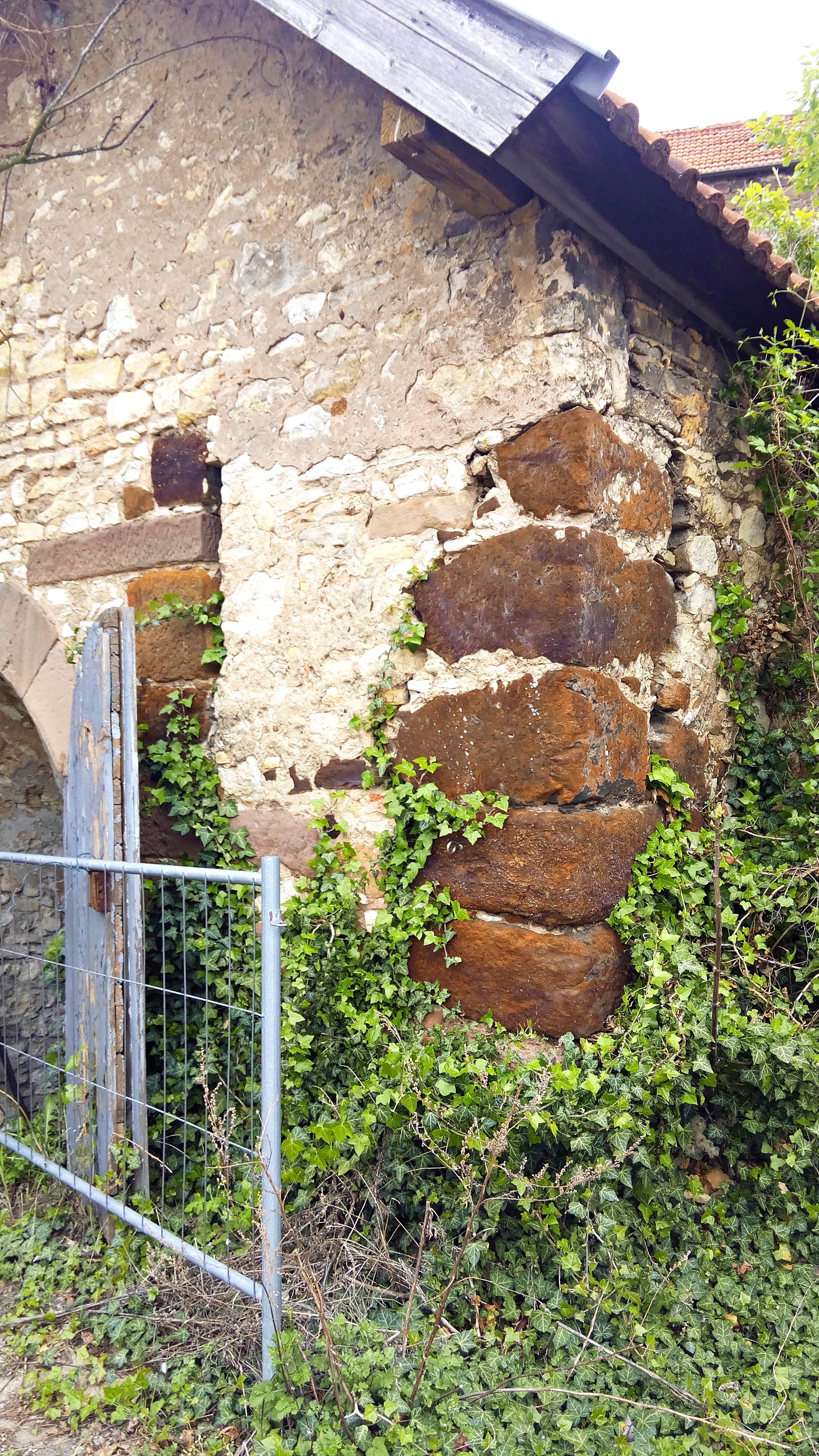
Asselheim (Grünstadt), mittelalterliche Hausecke aus Kapuzinerstein
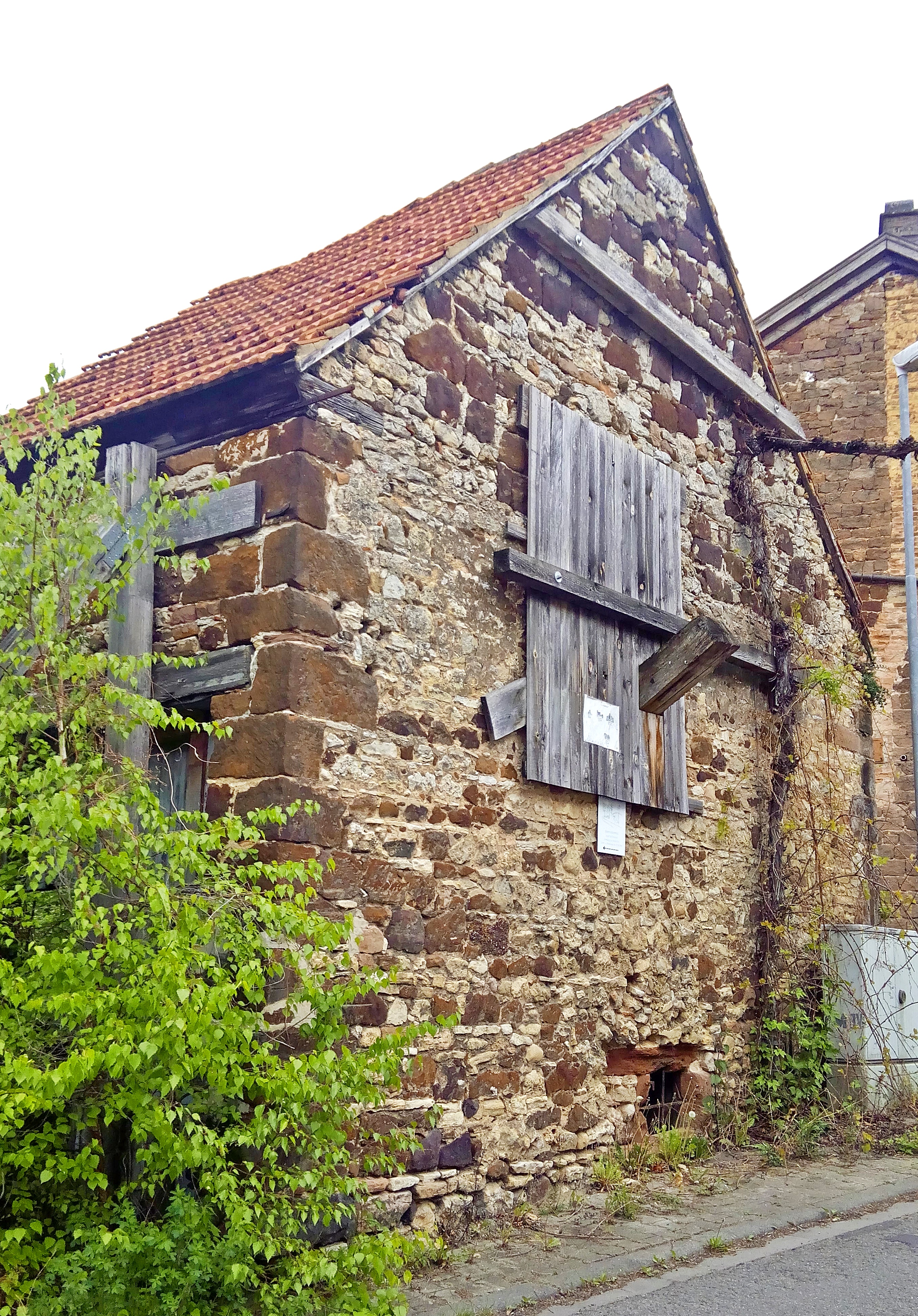
Asselheim (Grünstadt), mittelalterliches Gebäude mit Verwendung von Kapuzinersteinen
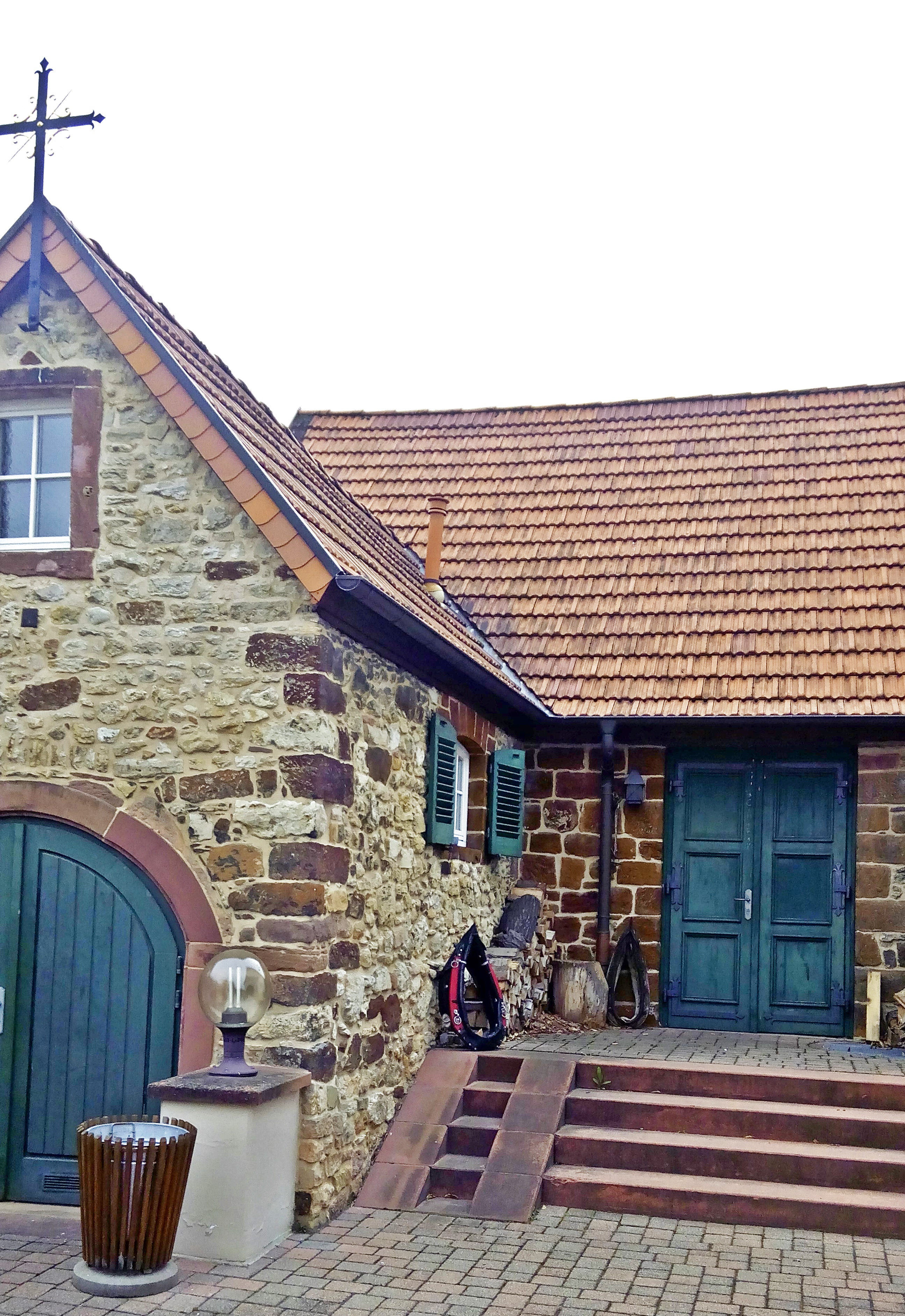
Asselheim, Ostergasse 7, ehem. kath. Kapelle. Seitenflügel mit Hauptportal aus Kapuzinerstein
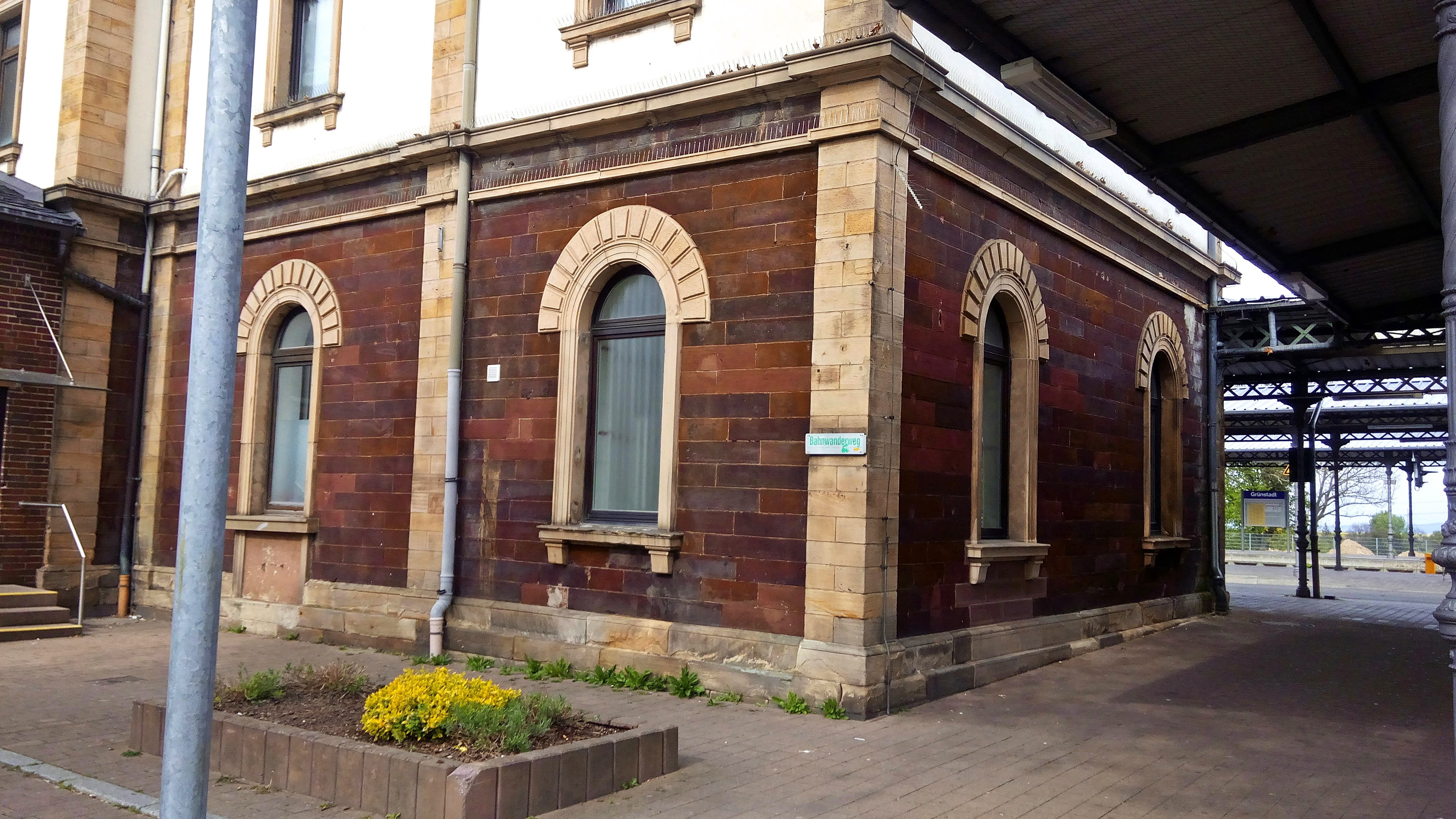
Bahnhof Grünstadt, Erdgeschoß aus Kapuzinersteinen
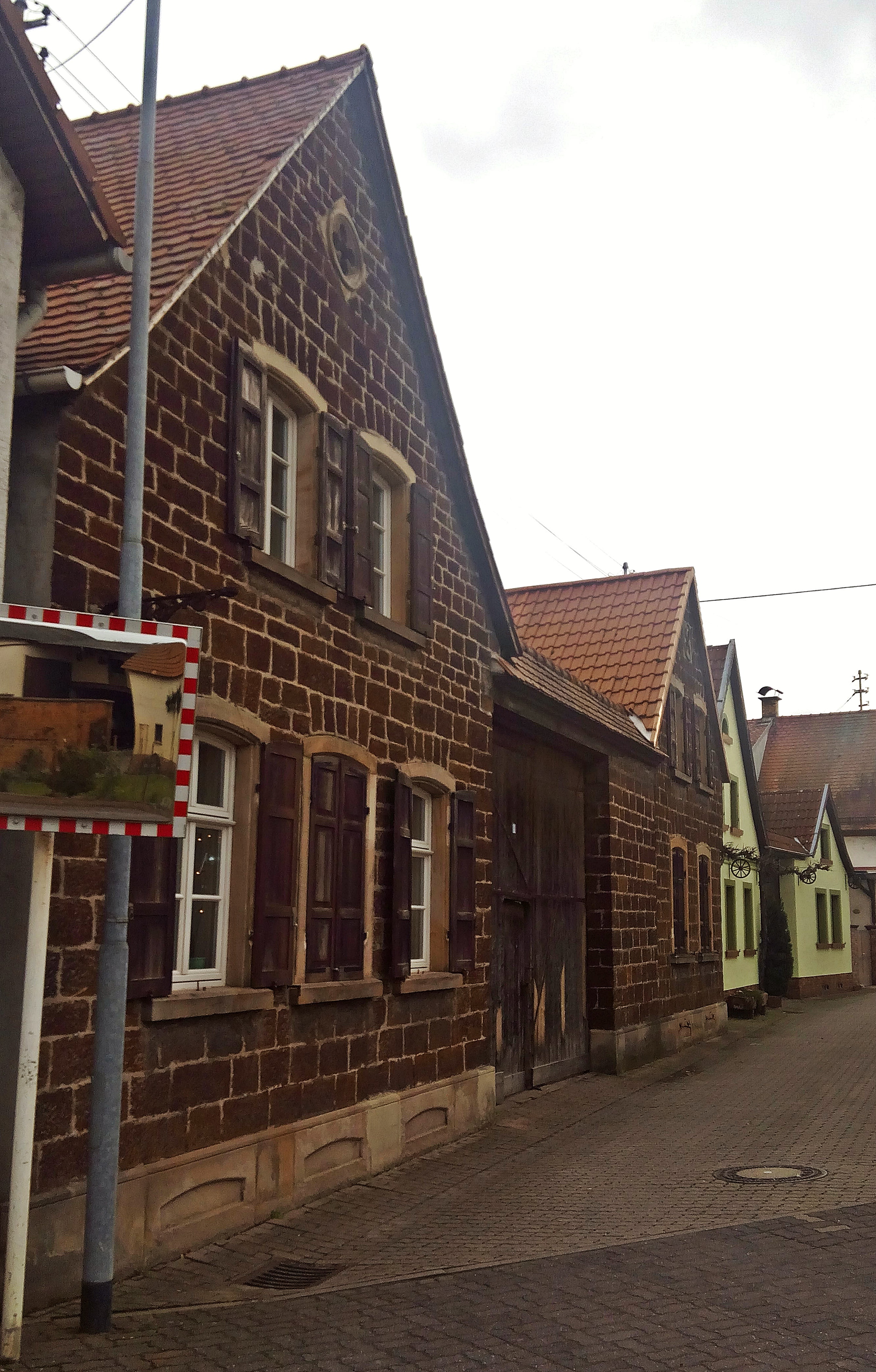
Kleinniedesheim Enggässchen 1, Dreiseithof aus Kapuzinerstein, 19. Jahrhundert
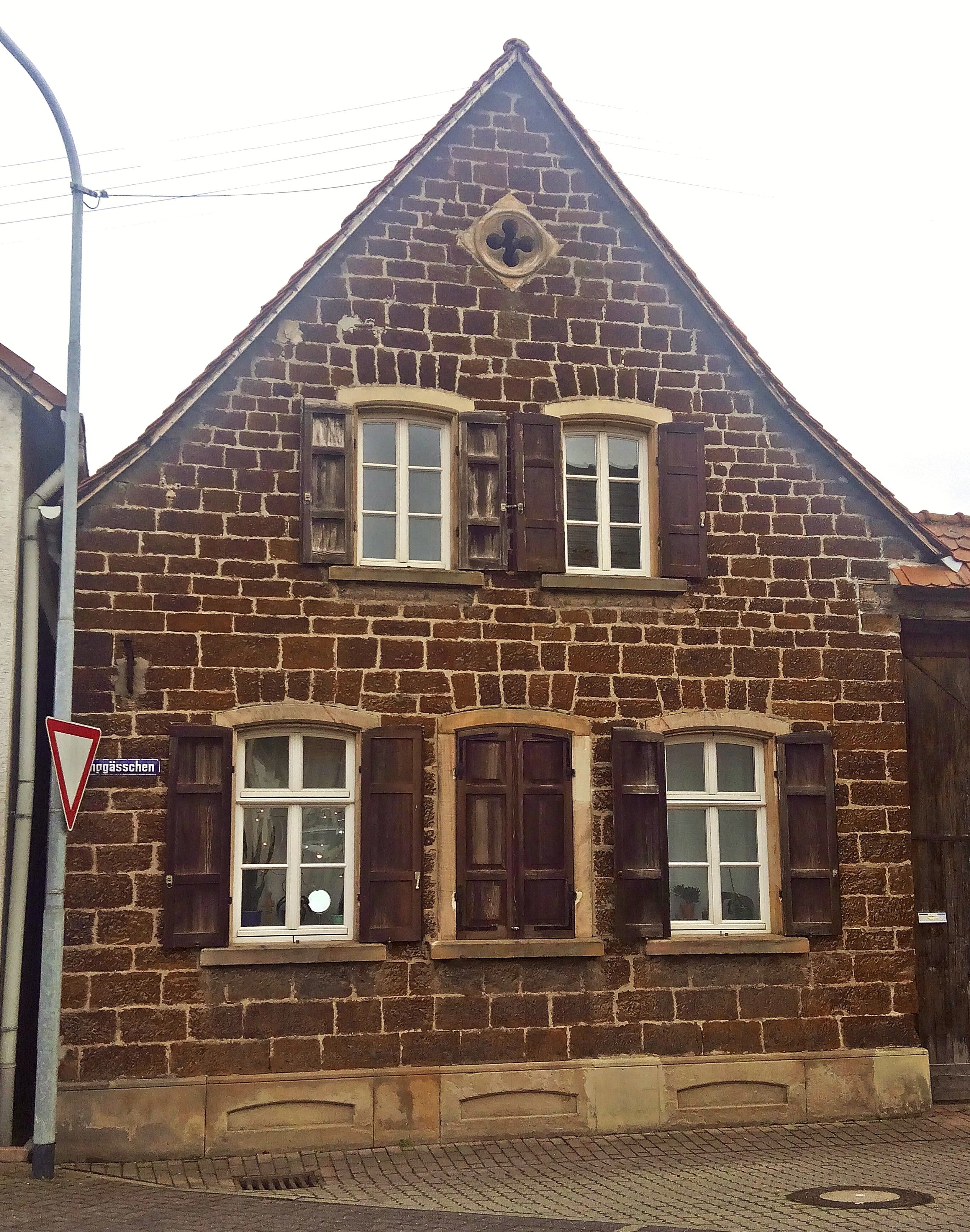
Kleinniedesheim Enggässchen 1, Hauptgebäude